# Adobe Lightroom
Адоби фотошоп лајтрум је рачунарски програм, којег је развила Адоби системс корпорација за Mac OS X и Windows, дизајниран да помогне професионалним фотографима у управљању хиљада слика и постпродукцијским пословима. Lightroom није претраживач датотека, као што је то Адоби бриџ, већ је апликација за управљање базом података, која помаже у управљању, прегледавању и уређивању дигиталних фотографија на исти начин на који то раде фотографи у не-дигиталном свету.

## Историја
Године 2002, ветеран Фотошоп програмирања, Марк Хамбург, започео је нови пројекат, под називом "Shadowland". Хамбург је допро до Андреја Херасимчака, бившег интерфејс дизајнера за Adobe Creative Suite, и успели су да изнесу пројекат. Нови пројекат је намерно одступао од многих успостављених конвенција компаније Адоби. 40% кода је написано у LUA скриптинг језику.